# Шаличев Віталій Семенович
Віталій Семенович Шаличев (9 січня 1962, Донецьк, УРСР — 22 червня 2021) — радянський футболіст, що виступав на позиції півзахисника, потім — український тренер. Заслужений тренер України.

## Кар'єра гравця
Футбольну кар'єру розпочав 1964 року в клубі «Шахтар» (Торез). З 1965 року зарахований у «Шахтар» (Донецьк), але аж до 1968 року не провів жодної гри за основний склад, періодично виступаючи за дублюючий склад гірників. Тому поневірявся по орендах. У 1965 році повернувся в торезький «Шахтар», а в 1966-1967 роках підсилив склад сімферопольської «Таврії», за яку провів 59 матчів, забив 11 м'ячів. З 1968 по 1970 рік знову грав за «Шахтар» (Донецьк), 56 матчів та 9 забитих м'ячів. У 1971 році перейшов «Торпедо» (Москва), але пробитися до першої команди не зумів, тому виступав за дубль москвичів, у складі якого забив 1 м'яч. В середині сезону перейшов у клуб Першої ліги «Дніпро» (Дніпропетровськ), де зіграв 12 поєдинків, відзначився 2 голами. У 1973 році перейшов до складу клубу другої ліги «Авангард» (Севастополь). У 1974 році виїхав у Туркменську РСР, де став гравцем ашгабатського «Будівельника», який потім змінив назву на «Колхозчі». У складі ашгабатців провів 95 поєдинків, забив 25 м'ячів, а в 1977 році завершив кар'єру гравця.
Грав також за молодіжну збірну СРСР, а потім й за олімпійську збірну Радянського Союзу.

## Кар'єра тренера
По завершенні кар'єри гравця розпочав тренерську діяльність. У 1977 повернувся до Сімферополя, де облаштувалася його сім'я (дві дочки й син), рік відпрацював з дітьми в «Таврії». Потім закінчив вищу школу тренерів у Москві (вчився в одній групі з Михайлом Івановичем Фоменко). З 1082 по 1985 рік допомагав тренувати «Кривбас», а з 1986 року став головним тренером керченського «Океану». У 90-і роки три роки працював в Мавританії з одним з провідних клубів цієї країни.
У лютому 1995 року очолив сімферопольську «Таврію», яка при ньому двічі обіграла київське «Динамо» в 1/4 Кубка України — в Сімферополі (2:1) і в Києві (1:0). 25 травня 1995 року покинув команду.
Пізніше, в різні роки, Віталій Семенович Шаличев працював з такими командами вищого українського та азербайджанського дивізіону як: криворізький «Кривбас», бакинський «Інтер», де асистував Анатолію Конькову.
У сезоні 2000/01 років очолював харківський «Металіст», однак особливих успіхів з командою не досяг й у червні 2001 року пішов з клубу.
Напередодні початку сезону 2007/08 років знову став тренером «Таврії». Відпрацювавши з командою рік, влітку 2008 покинув її.

## Досягнення

### Як гравця
«Дніпро» (Дніпропетровськ)
- Перша ліга СРСР
  -  Чемпіон (1): 1971